# Paralimnophila (Paralimnophila) remulsa
Paralimnophila (Paralimnophila) remulsa is een tweevleugelige uit de familie steltmuggen (Limoniidae). De soort komt voor in het Australaziatisch gebied.